# Alistair Overeem
Alistair Overeem, né le 17 mai 1980, est un kick-boxeur et pratiquant néerlandais d'arts martiaux mixtes (MMA) ayant notamment participé au Pride FC, au K-1 et à l’Ultimate Fighting Championship. Il est actuellement sous contrat avec l’organisation Glory (kick-boxing). Il s'est longtemps entraîné au sein de l'équipe « Golden Glory » à Breda, connu aussi pour entraîner de nombreux combattants d'élite en K-1 dont le champion Semmy Schilt ou encore Sergueï Kharitonov (qu'il a affronté deux fois). Il se sépare de cette équipe en 2011 pour des conflits financiers et rejoint une des meilleures équipe MMA du monde, les Blackzilians basé à Boca Raton en Floride . En 2014, il change de nouveau d’entraîneurs et signe à la Jackson Academy, équipe qui comprend également le champion Jon Jones. 
Il détient une double victoire sur Fabrício Werdum, Mark Hunt et Vitor Belfort, et a également battu des anciens champions poids lourds de l'UFC dont Andrei Arlovski, Júnior dos Santos, Frank Mir et Brock Lesnar.

## Biographie
Né d'un père jamaicain et d'une mère néerlandaise.
Pratiquant déjà le judo, il commence à s'entrainer en kickboxing et MMA à l'âge de 15 ans.
Il est le frère cadet de Valentijn Overeem, également combattant de MMA évoluant dans diverses organisations. Il est le père de deux filles, Storm née le 18 octobre 2006 et Yazz-ley Rey née le 27 février 2016.

### Incident en boîte de nuit
Le samedi 16 mai 2009, Alistair et son frère Valentijn ont été placés en garde à vue pour 48 heures par la police néerlandaise pour cause de blessures graves infligées à 5 videurs du Paradiso, une célèbre discothèque du centre ville d'Amsterdam.
À l'issue de l'altercation, un videur a été emmené d'urgence à l'hôpital en état de coma profond, 3 videurs ont été placés en soins intensifs pour diverses fractures au niveau de la tête et des jambes alors que le dernier a souffert de blessures à la mâchoire.
Alistair a également été blessé à la main gauche par un couteau, blessure qui a nécessité une opération chirurgicale et a retardé sa défense de titre contre Brett Rogers au Strikeforce.
Selon la version des frères Overeem extraite du P.V officiel, les videurs leur ont refusé l'entrée et ont proféré diverses insultes à des membres de leur famille et notamment leur mère.
Les propriétaires de Paradiso ont décidé de ne pas porter plainte.

### Divers
Overeem fait une apparition dans le clip de LMFAO Sexy and I Know It ainsi que dans Sorry for Party Rocking.

## Parcours en MMA
Alistair fait son premier combat en 1999, à 19 ans, en gagnant par soumission au premier round.

### Pride Fighting Championships
Après plusieurs combat dans diverses organisations (Rings, It's Showtime, 2H2H, M-1) il décroche un contrat au Pride FC en 2002 avec un palmarès MMA de 10-3. C'est à l'époque la plus grosse organisation de MMA au monde.
Après 3 victoires dans l'organisation, il est battu par Chuck Liddell en quart de finale du Pride Middleweight Grand Prix 2003.
En lice pour le Pride GP 2005, il y bat Vitor Belfort par guillotine puis Igor Vovchanchyn de la même manière mais s'incline face au futur champion Maurício Rua en demi-finale.
À la suite de sa victoire face à Sergei Kharitonov, il est sélectionné pour le Pride 2006 Openweight Grand Prix mais se fait soumettre au premier tour par Fabrício Werdum.
Il continue en parallèle à combattre pour les organisations citées plus haut.

### Dream et Strikeforce
En 2007, il décide de combattre exclusivement dans la catégorie poids lourd, exprimant ses difficultés à perdre du poids pour combattre en mi-lourd.
En 2011, il atteint son poids maximal et présente un gabarit d'1,93 m pour 115 kg, sa prise de masse musculaire étant rapide et impressionnante (20 kilos en 4 ans).
Il a détenu la ceinture poids lourds du Strikeforce de mai 2010 jusqu'à sa fermeture.
Il est à noter qu'Alistair Overeem est le premier combattant à détenir une ceinture poids lourd en K-1 et en MMA au Strikeforce en même temps.
Alistair Overeem a combattu également pour l'organisation japonaise de combat libre le « Dream ». Depuis le 31 décembre 2010, il détient la ceinture intérimaire des poids lourds du Dream en battant l'américain Todd Duffee par KO après seulement 19 secondes au 1er round.
Qualifié pour la demi-finale du tournoi poids lourds du Strikeforce après sa victoire contre Fabrício Werdum par décision unanime, il est finalement licencié de l'organisation. 

### Ulimate Fighting Championship
Ce licenciement n'est pas étranger au rachat du Strikeforce par l'UFC avec qui il signe un contrat d'exclusivité. Il remporte son dernier combat dès le 1er round, battant Brock Lesnar par TKO.
À la suite d'un contrôle antidopage aléatoire revenu positif Alistair ne dispute pas le titre UFC des poids lourds.
Dès le début du combat l'opposant à Antônio Silva, Alistair Overeem paraît très confiant, avec une garde très basse, alors que Silva, plus méfiant, conserve une garde haute.
Après un 1er round d'observation, Overeem réussit au 2e round une amenée au sol sur Silva, suivi d'un ground and pound qui s'avère insuffisant pour remporter le combat.
Le 3e round démarre de façon intense et Silva parvient à enchaîner et déborder Overeem qui termine KO à la 25e seconde.
Cette défaite prive Overeem d'un combat contre le champion du monde des poids lourds en titre, Cain Velasquez. Du coup, il est par la suite censé affronter l'ancien champion Júnior dos Santos le 25 mai 2013 à Las Vegas lors de l'UFC 160. Le combat doit déterminer le prochain aspirant numéro un. Mais Overeem se blesse à l'entrainement
et est remplacé par Mark Hunt.
Le combat entre Overeem et dos Santos est annulé une 2e fois. L'équipe de Dos Santos émet des soupçons sur la blessure.
Pour son troisième combat à l'UFC, il affronte l'américain Travis Browne. Après avoir dominé le début du combat, il perd par KO au premier round. Cette deuxième défaite consécutive le fait chuter dans le classement des poids lourds.
Il est ensuite annoncé contre Frank Mir lors de l'UFC 167.
L'enjeu de ce combat est important pour les deux hommes sur une série de défaites, puisque le président de l'UFC annonce que le perdant se verra renvoyé de l'organisation.
Finalement, à un peu plus d'un mois de l'affrontement, le combat est déplacé au 1er février 2014 pour l'Modèle:UFC169.
Overeem remporte le combat par décision unanime.
Le 3 mars 2021, l’UFC annonce qu’il rompt le contrat d’Alistair Overeem, notamment à la suite de sa récente défaite par KO face à Alexander Volkov. Ceci met définitivement fin à ses espoirs d’obtenir un jour la ceinture des poids-lourds à l’UFC.   

## Carrière en kick-boxing
Alistair fait son premier combat professionnel en règle K-1 à 17 ans.
Le 11 décembre 2010, Alistair Overeem lors du K-1 World GP 2010, écrase tous ses adversaires les uns après les autres : en quart de finale, il bat Tyrone Spong par décision unanime 3 à 0 ; en demi-finale il bat Gökhan Saki par TKO au 1er round en 2 min 33 s (abandon à la suite d'une blessure au bras) ; et en finale il bat Peter Aerts au 1er round  par KO en 1 min 7 s, et de ce fait s'empare du titre de champion poids lourd du world grand prix K-1.
Alistair fait son retour en kickboxing en juin 2021 en signant un contrat de plusieurs années avec le Glory (kick-boxing).
Il gagne son combat face à Badr Hari en Octobre 2022, combat à la fin duquel ce dernier annonce prendre sa retraite.

## Palmarès en arts martiaux mixtes
| 67 combats     | 47 victoires | 19 défaites |
| Par KO         | 25           | 15          |
| Par soumission | 17           | 1           |
| Sur décision   | 5            | 3           |
| Sans décision  | 1            | 1           |

| Résultat      | Record    | Adversaire               | Méthode                                               | Événement                                     | Date              | Round | Temps | Lieu                                     | Notes |
| ------------- | --------- | ------------------------ | ----------------------------------------------------- | --------------------------------------------- | ----------------- | ----- | ----- | ---------------------------------------- | ----- |
| Défaite       | 47-19 (1) | Alexander Volkov         | KO (coups de poing)                                   | UFC Fight Night: Overeem vs. Volkov           | 6 février 2021    | 2     | 2:07  | Las Vegas, Nevada, États-Unis            |       |
| Victoire      | 47-18 (1) | Augusto Sakai            | KO (coups de coude et coups de poing)                 | UFC Fight Night: Overeem vs. Sakai            | 5 septembre 2020  | 5     | 0:26  | Las Vegas, Nevada, États-Unis            |       |
| Victoire      | 46-18 (1) | Walt Harris              | TKO (coups de poing)                                  | UFC on ESPN: Overeem vs. Harris               | 16 mai 2020       | 2     | 3:00  | Jacksonville, Floride, États-Unis        |       |
| Défaite       | 45-18 (1) | Jairzinho Rozenstruik    | KO (coups de poing)                                   | UFC on ESPN: Overeem vs. Rozenstruik          | 7 décembre 2019   | 5     | 4:56  | Washington, D.C., Etats-Unis d'Amérique  |       |
| Victoire      | 45-17 (1) | Alexey Oleynik           | TKO (genoux et coups de poing)                        | UFC Fight Night: Overeem vs. Oleinik          | 20 avril 2019     | 1     | 4:45  | Saint Pétersbourg, Russie                |       |
| Victoire      | 44-17 (1) | Sergei Pavlovich         | TKO (coups de poing)                                  | UFC Fight Night: Blaydes vs. Ngannou 2        | 24 novembre 2018  | 1     | 4:21  | Beijing, Chine                           |       |
| Défaite       | 43-17 (1) | Curtis Blaydes           | TKO (coudes)                                          | UFC 225                                       | 9 juin 2018       | 3     | 2:56  | Chicago, Illinois, Etats-Unis d'Amérique |       |
| Défaite       | 42-16 (1) | Francis Ngannou          | KO (coup de poing)                                    | UFC 218: Holloway vs. Aldo 2                  | 2 décembre 2017   | 1     | 1:42  | Detroit, Michigan, États-Unis            |       |
| Victoire      | 42-15 (1) | Mark Hunt                | KO (coup de genou)                                    | UFC 209: Woodley vs. Thompson II              | 4 mars 2017       | 3     | 1:44  | Las Vegas, Nevada, États-Unis            |       |
| Défaite       | 41-15 (1) | Stipe Miocic             | KO (coups de poing)                                   | UFC 203: Miocic vs. Overeem                   | 10 septembre 2016 | 1     | 4:27  | Cleveland, Ohio, États-Unis              |       |
| Victoire      | 41-14 (1) | Andrei Arlovski          | TKO (coup de pied axial sauté et coups de poing)      | UFC Fight Night: Overeem vs. Arlovski         | 8 mai 2016        | 2     | 1:12  | Rotterdam, Pays-Bas                      |       |
| Victoire      | 40-14 (1) | Júnior dos Santos        | TKO (coups de poing)                                  | UFC on Fox: dos Anjos vs. Cerrone II          | 19 décembre 2015  | 2     | 4:43  | Orlando, Floride, États-Unis             |       |
| Victoire      | 39-14 (1) | Roy Nelson               | Décision unanime                                      | UFC 185: Pettis vs. dos Anjos                 | 14 mars 2015      | 3     | 5:00  | Dallas, Texas, États-Unis                |       |
| Victoire      | 38-14 (1) | Stefan Struve            | KO (coups de poing)                                   | UFC on Fox: dos Santos vs. Miocic             | 13 décembre 2014  | 1     | 4:13  | Phoenix, Arizona, États-Unis             |       |
| Défaite       | 37-14 (1) | Ben Rothwell             | TKO (coup de poing)                                   | UFC Fignt Night: Souza vs. Mousasi            | 6 septembre 2014  | 1     | 2:19  | Ledyard, Connecticut, États-Unis         |       |
| Victoire      | 37-13 (1) | Frank Mir                | Décision unanime                                      | UFC 169: Barao vs. Faber II                   | 1er février 2014  | 3     | 5:00  | Newark, New Jersey, États-Unis           |       |
| Défaite       | 36-13 (1) | Travis Browne            | KO (front kick et coups de poing)                     | UFC Fight Night: Shogun vs. Sonnen            | 17 août 2013      | 1     | 4:08  | Boston, Massachusetts, États-Unis        |       |
| Défaite       | 36-12 (1) | Antônio Silva            | KO (coups de poing)                                   | UFC 156: Aldo vs. Edgar                       | 2 février 2013    | 3     | 0:25  | Las Vegas, Nevada, États-Unis            |       |
| Victoire      | 36-11(1)  | Brock Lesnar             | TKO (coup de pied au corps et coups de poing)         | UFC 141: Lesnar vs. Overeem                   | 30 décembre 2011  | 1     | 2:26  | Las Vegas, Nevada, États-Unis            |       |
| Victoire      | 35-11(1)  | Fabricio Werdum          | Décision unanime                                      | Strikeforce: Overeem vs. Werdum               | 18 juin 2011      | 3     | 5:00  | Dallas, Texas, États-Unis                |       |
| Victoire      | 34-11(1)  | Todd Dufee               | KO (coups de poing)                                   | Dynamite 2010 Japan                           | 31 décembre 2010  | 1     | 0:19  | Saitama, Japon                           |       |
| Victoire      | 33-11(1)  | Brett Rogers             | TKO (coups de poing)                                  | Strikeforce: Heavy Artillery                  | 15 mai 2010       | 1     | 3:40  | Saint-Louis, Missouri, États-Unis        |       |
| Victoire      | 32-11(1)  | Kazuyuki Fujita          | KO (coup de genou)                                    | Dynamite!! 2009                               | 31 décembre 2009  | 1     | 1:15  | Saitama, Japon                           |       |
| Victoire      | 31-11(1)  | James Thompson           | Soumission (étranglement en guillotine)               | Dream 12                                      | 25 octobre 2009   | 1     | 0:33  | Osaka, Japon                             |       |
| Victoire      | 30-11(1)  | Tony Sylvester           | Soumission (étranglement en guillotine)               | Ultimate Glory 11: A Decade of Fights         | 17 octobre 2009   | 1     | 1:23  | Amsterdam, Pays-Bas                      |       |
| Victoire      | 29-11(1)  | Gary Goodridge           | Soumission (kimura)                                   | Ultimate Glory 10: The Battle of Arnhem       | 9 novembre 2008   | 1     | 1:42  | Arnhem, Pays-Bas                         |       |
| Sans décision | 28-11(1)  | Mirko Filipović          | Sans décision (coup de genou à l'aine)                | Dream 6                                       | 23 septembre 2008 | 1     | 6:09  | Saitama, Japon                           |       |
| Victoire      | 28-11     | Mark Hunt                | Soumission (clé d'épaule)                             | Dream 5                                       | 21 juillet 2008   | 1     | 1:11  | Osaka, Japon                             |       |
| Victoire      | 27-11     | Tae Hyun Lee             | KO (coups de poing)                                   | Dream 4                                       | 15 juin 2008      | 1     | 0:36  | Yokohama, Japon                          |       |
| Victoire      | 26-11     | Paul Buentello           | Soumission (coups de genou au corps)                  | Strikeforce: Four Men Enter, One Man Survives | 16 novembre 2007  | 2     | 3:42  | San José, Californie, États-Unis         |       |
| Défaite       | 25-11     | Sergei Kharitonov        | KO (coup de poing)                                    | Hero's 10                                     | 17 septembre 2007 | 1     | 4:21  | Yokohama, Japon                          |       |
| Victoire      | 25-10     | Michael Knaap            | Soumission (étranglement en guillotine)               | K-1: World GP 2007 in Amsterdam               | 23 juin 2007      | 1     | 4:51  | Amsterdam, Pays-Bas                      |       |
| Défaite       | 24-10     | Maurício Rua             | KO (coups de poing)                                   | Pride 33: The Second Coming                   | 24 février 2007   | 1     | 3:37  | Las Vegas, Nevada, États-Unis            |       |
| Défaite       | 24-9      | Ricardo Arona            | Soumission (coups de poing)                           | Pride: Final Conflict Absolute                | 10 septembre 2006 | 1     | 4:28  | Saitama, Japon                           |       |
| Défaite       | 24-8      | Antonio Rogerio Nogueira | TKO (arrêt du coin)                                   | Pride: Critical Coutdown Absolute             | 1er juillet 2006  | 2     | 2:13  | Saitama, Japon                           |       |
| Victoire      | 24-7      | Vitor Belfort            | Décision unanime                                      | Strikeforce: Revenge                          | 9 juin 2006       | 3     | 5:00  | San José, Californie, États-Unis         |       |
| Défaite       | 23-7      | Fabrício Werdum          | Soumission (kimura)                                   | Pride: Total Elimination Absolute             | 5 mai 2006        | 2     | 3:43  | Osaka, Japon                             |       |
| Victoire      | 23-6      | Nikolajus Cilkinas       | Soumission (clé de bras)                              | WCFC: No Guts No Glory                        | 18 mars 2006      | 1     | 1:42  | Manchester, Angleterre                   |       |
| Victoire      | 22-6      | Sergei Kharitonov        | TKO (coups de genou)                                  | Pride 31: Dreamers                            | 26 février 2006   | 1     | 5:13  | Saitama, Japon                           |       |
| Défaite       | 21-6      | Maurício Rua             | TKO (coups de poing)                                  | Pride: Final Conflict 2005                    | 28 août 2005      | 1     | 6:42  | Saitama, Japon                           |       |
| Victoire      | 21-5      | Igor Vovchanchyn         | Soumission (étranglement en guillotine)               | Pride: Critical Countdown 2005                | 26 juin 2005      | 1     | 1:20  | Saitama, Japon                           |       |
| Victoire      | 20-5      | Vitor Belfort            | Soumission (étranglement en guillotine)               | Pride: Total Elimination 2005                 | 23 avril 2005     | 1     | 9:36  | Osaka, Japon                             |       |
| Défaite       | 19-5      | Antônio Rogério Nogueira | Décision unanime                                      | Pride 29: Fists Of Fire                       | 20 février 2005   | 3     | 5:00  | Saitama, Japon                           |       |
| Victoire      | 19-4      | Hiromitsu Kanehara       | TKO (arrêt du médecin)                                | Pride 28: High Octane                         | 31 octobre 2004   | 2     | 3:52  | Saitama, Japon                           |       |
| Victoire      | 18-4      | Rodney Glunder           | Soumission (étranglement en guillotine)               | 2 Hot 2 Handle                                | 10 octobre 2004   | 1     | 1:32  | Rotterdam, Pays-Bas                      |       |
| Victoire      | 17-4      | Tomohiko Hashimoto       | TKO (coups de genou)                                  | Inoki Bom-Ba-Ye 2003: Inoki Festival          | 31 décembre 2003  | 1     | 0:36  | Kobe, Japon                              |       |
| Défaite       | 16-4      | Chuck Liddell            | KO (coups de poing)                                   | Pride: Total Elimination 2003                 | 10 août 2003      | 1     | 3:09  | Saitama, Japon                           |       |
| Victoire      | 16-3      | Mike Bencic              | Soumission (coup de genou au corps et coups de poing) | Pride 26: Bad to the Bone                     | 8 juin 2003       | 1     | 3:44  | Yokohama, Japon                          |       |
| Victoire      | 15-3      | Aaron Brink              | Soumission (étranglement en guillotine)               | 2H2H 6: Simply the Best 6                     | 16 mars 2003      | 1     | 0:53  | Rotterdam, Pays-Bas                      |       |
| Victoire      | 14-3      | Bazigit Atajev           | TKO (coup de genou au corps)                          | Pride 24: Cold Fury 3                         | 23 décembre 2002  | 2     | 4:59  | Fukuoka, Japon                           |       |
| Victoire      | 13-3      | Dave Vader               | TKO (arrêt du médecin)                                | 2H2H 5: Simply the Best 5                     | 13 octobre 2002   | 1     | 3:17  | Rotterdam, Pays-Bas                      |       |
| Victoire      | 12-3      | Moise Rimbon             | Soumission (étranglement en triangle)                 | 2H2H 5: Simply the Best 5                     | 13 octobre 2002   | 1     | 1:03  | Rotterdam, Pays-Bas                      |       |
| Victoire      | 11-3      | Yusuke Imamura           | TKO (coups de genou et coups de poing)                | Pride: The Best Vol. 2                        | 20 juillet 2002   | 1     | 0:44  | Tokyo, Japon                             |       |
| Victoire      | 10-3      | Vesa Vuori               | TKO (coups de poing)                                  | 2H2H: 2 Hot 2 Handle Germany                  | 26 mai 2002       | 1     | 2:15  | Krefeld, Allemagne                       |       |
| Victoire      | 9-3       | Sergey Kaznovsky         | Soumission (clé de bras)                              | M-1 MFC: Russia vs the World 3                | 26 avril 2002     | 1     | 3:37  | Saint-Pétersbourg, Russie                |       |
| Victoire      | 8-3       | Roman Zentsov            | Soumission (clé d'épaule)                             | 2H2H 4: Simply the Best 4                     | 17 mars 2002      | 1     | 1:26  |                                          |       |
| Victoire      | 7-3       | Stanislav Nuschik        | TKO (coups de genou)                                  | 2H2H 2: Simply The Best                       | 18 mars 2001      | 1     | 0:53  |                                          |       |
| Victoire      | 6-3       | Vladimer Chanturia       | Soumission (rear naked choke)                         | Rings: King of Kings 2000 Final               | 24 février 2001   | 1     | 1:06  |                                          |       |
| Victoire      | 5-3       | Peter Verschuren         | Soumission (clé d'épaule)                             | It's Showtime: Christmas Edition              | 12 décembre 2000  | 1     | 1:06  |                                          |       |
| Défaite       | 4-3       | Bobby Hoffman            | KO (coup de poing)                                    | Rings: Millennium Combine 2                   | 15 juin 2000      | 1     | 9:39  |                                          |       |
| Défaite       | 4-2       | Iouri Kotchkine          | Décision partagée                                     | Rings Russia: Russia vs. The World            | 20 mai 200        | 2     | 5:00  |                                          |       |
| Victoire      | 4-1       | Yasuhito Namekawa        | Soumission (clé de bras)                              | Rings: Millennium Combine 1                   | 20 avril 2000     | 1     | 0:45  |                                          |       |
| Victoire      | 3-1       | Can Sahinbas             | KO (coup de genou)                                    | 2H2H 1: 2 Hot 2 Handle                        | 5 mars 2000       | 1     | 2:21  |                                          |       |
| Victoire      | 2-1       | Chris Watts              | KO (coup de genou au corps)                           | Rings Holland: There Can Only Be One Champion | 6 février 2000    | 1     | 3:58  |                                          |       |
| Défaite       | 1-1       | Iouri Kotchkine          | Décision majoritaire                                  | Rings: King of Kings 1999 Block A             | 28 octobre 1999   | 2     | 5:00  |                                          |       |
| Victoire      | 1-0       | Ricardo Fyeet            | Soumission (étranglement en guillotine)               | It's Showtime: It's Showtime                  | 24 octobre 1999   | 1     | 1:39  |                                          |       |

## Palmarès en kick-boxing
| 10 victoires, 4 défaites |            |                  |                                                         |                           |   |      |
| 08/10/2022               | No contest | Badr Hari        | Glory Collision 4: Hari vs. Overeem, Arnhem, Pays-Bas   | NO CONTEST                | 3 | 3:00 |
| 11/12/2010               | Victoire   | Peter Aerts      | K-1 World Grand Prix 2010 final, Tokyo, Japon           | KO (Coup de poing)        | 1 | 1:07 |
| 11/12/2010               | Victoire   | Gökhan Saki      | K-1 World Grand Prix 2010 final, Tokyo, Japon           | TKO (Blessure)            | 1 | 2:20 |
| 11/12/2010               | Victoire   | Tyrone Spong     | K-1 World Grand Prix 2010 final, Tokyo, Japon           | Décision (Unanime)        | 3 | 3:00 |
| 10/04/2010               | Victoire   | Ben Edwards      | K-1 World Grand Prix 2010 in Seoul, Séoul, South Korea  | TKO (Arrêt de l'arbitre)  | 1 | 2:40 |
| 04/03/2010               | Victoire   | Dzevad Poturak   | K-1 World Grand Prix 2010 in Yokohama, Yokohama, Japon  | KO (Coup de genou droit)  | 1 | 2:40 |
| 12/05/2009               | Défaite    | Badr Hari        | K-1 World Grand Prix 2009 Final, Yokohama, Japon        | KO (High kick du gauche)  | 1 | 2:14 |
| 12/05/2009               | Victoire   | Ewerton Teixeira | K-1 World Grand Prix 2009 Final, Yokohama, Japon        | KO (Coup de genou gauche) | 1 | 1:06 |
| 09/26/2009               | Victoire   | Peter Aerts      | K-1 World Grand Prix 2009 Final 16, Séoul, Corée du Sud | Décision (Unanime)        | 5 | 3:00 |
| 03/28/2009               | Défaite    | Remy Bonjasky    | K-1 World GP 2009 in Yokohama, Yokohama, Japon          | Décision (Unanime)        | 5 | 3:00 |
| 12/31/2008               | Victoire   | Badr Hari        | Dynamite!! 2008, Saitama, Japon                         | KO (Crochet du gauche)    | 1 | 2:07 |
| 05/20/2007               | Victoire   | Jürgen Dolch     | Ultimate Glory 3 "Upside Down", Amersfoort, Pays-Bas    | TKO (Arrêt du team)       | 1 | 2:02 |
| 05/30/2004               | Défaite    | Glaube Feitosa   | Kyokushin vs K-1 2004 All Out Battle, Tokyo, Japon      | KO (Coup de poing)        | 1 | 2:13 |
| 02/04/2001               | Défaite    | Errol Parris     | K-1 Holland GP 2001 in Arnhem, Arnhem, Pays-Bas         | TKO (Arret du team)       | 3 | 1:22 |
| 03/14/1999               | Victoire   | Paul Hordijk     | Thaiboxing Event in Veenendaal, Veenendaal, Pays-Bas    | Décision (Unanime)        | 6 | 2:00 |

## Palmarès en grappling
| 3 victoires |               |                          |                      |                 |                |
| Victoire    | Mikael Grothe | (Soumission: Guillotine) | ADCC European Trials | 25 janvier 2005 | -98,9 kg Final |
| Victoire    | Andreas Olsen | (Soumission: Guillotine) | ADCC European Trials | 25 janvier 2005 | -98,9 kg       |
| Victoire    | Arben Latifi  | (Soumission: Guillotine) | ADCC European Trials | 25 janvier 2005 | -98,9 kg       |